# Leon Negruzzi
Pour les articles homonymes, voir Negruzzi.
Leon C. Negruzzi, né le 5 juin 1840 et mort le 16 juillet 1890, est un homme politique et écrivain roumain.

## Biographie
Né à Iași, il est le premier enfant de Constantin Negruzzi. Il commence ses études à l'Academia Mihăileană, mais termine ses études secondaires à Berlin, où il est envoyé avec son frère Iacob en 1853. Il souhaite étudier la médecine à l'Université de Berlin, mais est trop révolté par les dissections anatomiques, et se tourne vers la philosophie et le droit. Il assiste à des conférences à Berlin et à Vienne, mais n'obtient pas son diplôme. Il rentre chez lui en 1864, où il est nommé juge au tribunal de Iași. Il évolue progressivement pour devenir membre de la cour d'appel ainsi que procureur général. Membre du Parti conservateur, il est préfet du județ de Iași sous le gouvernement de Lascăr Catargiu (1871-1876), et reprend ce poste en mars 1888. Il est également maire de Iași, député et sénateur,. Vers la fin de sa vie, il est administrateur de l'hôpital Sfântul Spiridon. Il décède dans le domaine familial du village d'Hermeziu.
Également intéressé par la littérature, il appartient au milieu culturel entourant la société littéraire Junimea et le magazine Convorbiri Literare, que son frère édite. Il écrit six nouvelles : Vântul soartei (1867), Evreica (1868-1869), O răzbunare (1874), Țiganca (1877), Serghie Pavlovici (1881) et Osândiții (1881-1882). Toutes parurent dans le magazine de son frère, et furent jugés par Titu Maiorescu comme « ne se distinguant ni par l'originalité de leur concept ni par leur style ».

## Vie privée
Marié à Anna Bothefato, ils ont cinq filles et deux fils. Sa fille Ella Negruzzi (1876-1948) est une avocate et militante pour les droits des femmes. Son fils Mihai Negruzzi (ro) (1873-1958) est un général, écrivain, et homme politique.